# Posada Barrancas
Posada Barrancas (Tarahumara: Areponápuchi) is een plaats in de Mexicaanse deelstaat Chihuahua. De plaats heeft 204 inwoners (2005) en is gelegen in de gemeente Urique.
Posada Barrancas is gelegen bij een station aan de Chihuahua al Pacificospoorlijn, aan de Koperkloof, en is wegens het spectaculaire uitzicht een populaire (zij het rustige) toeristenbestemming.